# ザ ラナバウツ
ザ ラナバウツ（ラテン文字表記：THE RUNABOUTS）は、日本のサンリオによるキャラクター。1984年開発。デフォルメされた自動車のキャラクターで、パトカーや消防車等の種類がある。

## 来歴
主に未就学児から小学生ぐらいの男の子に向けたキャラクターとして、1984年から制作が開始された。
デビューは1985年。デスクトレーやハンカチ等に描かれて販売された。
2007年からはザ ラナバウツ（働く車）としてリニューアルされた。

## サンリオキャラクター大賞の順位
- 2020年（第35回）サンリオキャラクター大賞51位[3]
- 2019年（第34回）サンリオキャラクター大賞56位[4]
- 2018年（第33回）サンリオキャラクター大賞47位[5]
- 2017年（第32回）サンリオキャラクター大賞63位[6]
- 2016年（第31回）サンリオキャラクター大賞64位[7]
- 2015年（第30回）サンリオキャラクター大賞63位[8]
- 2014年（第29回）サンリオキャラクター大賞20位圏外[9][10]
- 2013年（第28回）サンリオキャラクター大賞64位[11]
- 2012年（第27回）サンリオキャラクター大賞50位[12]
- 2011年（第26回）サンリオキャラクター大賞60位[13]
- 2010年（第25回）サンリオキャラクター大賞20位圏外[14]。
- 1986年（第1回）〜2009年（第24回）サンリオキャラクター大賞10位圏外[15]。

## ザ ラナバウツ（働く車）
2007年にリニューアルされたザ ラナバウツ（働く車）は、より親しみやすさが出るよう、キャラクターに顔が加えられた。
ザ ラナバウツ（働く車）は、ベビー用品、入園用品、パジャマやＴシャツ、靴下等のアパレル商品が展開されている。
主人公の名前は「だんぷのだんちゃん」。

### サンリオキャラクター大賞の順位
- 2024年（第39回）サンリオキャラクター大賞78位
- 2023年（第38回）サンリオキャラクター大賞77位
- 2022年（第37回）サンリオキャラクター大賞76位[16]
- 2021年（第36回）サンリオキャラクター大賞72位[17]